# Эфиопия на юношеских Олимпийских играх
Эфиопия принимает участие в юношеских Олимпийских играх: в летних Играх — начиная с Игр 2010 года, в зимних Играх — на настоящее время не принимал участия ни разу.
Спортсмены Эфиопии на всех юношеских Олимпийских играх выиграли в сумме 21 медаль, из них 7 золотых, все медали завоёваны на летних Играх; в неофициальном медальном зачёте спортивная делегация Эфиопии занимает 30-е место.

## Медальный зачёт

### Медали на летних юношеских Олимпийских играх
| Игры              | Участников | Золото | Серебро | Бронза | Всего | Место |
| 2010 Сингапур     | 7          | 2      | 3       | 0      | 5     | 22    |
| 2014 Нанкин       | 14         | 3      | 3       | 2      | 8     | 16    |
| 2018 Буэнос-Айрес | 11         | 2      | 2       | 4      | 8     | 33    |
| Всего             | Всего      | 7      | 8       | 6      | 21    | 21    |